# 롱득
롱득(베트남어: Long Đức / 龍德 용덕 / 1732년 8월 ~ 1735년 윤 4월)은 베트남 후 레 왕조(後黎朝) 순종(純宗) 레 주이 뜨엉(黎維祥)의 연호이다.
- 찐 주 군주(섭정) : 찐장(鄭杠)
- 응우옌 주 군주 : 응우옌 푹 쭈(阮福澍)

## 개원
- 빈카인(永慶) 4년 8월 26일[1](그레고리력 1732년 10월 14일)에 연호를 롱득(龍德)으로 개원함.[2][3][4]

- 롱득(龍德) 4년 윤 4월 27일[5](그레고리력 1735년 6월 17일)에 연호를 빈흐우(永祐)로 개원함.[6][3][4]

## 연대 대조표
| 롱득 | 서기 (西紀) | 간지 (干支) | 응우옌 주 기년 | 청나라 연호     |
| 원년 | 1732년      | 임자 (壬子) | 영주(寧主) 7년 | 옹정(雍正) 10년 |
| 2년  | 1733년      | 계축 (癸丑) | 영주 8년       | 옹정 11년       |
| 3년  | 1734년      | 갑인 (甲寅) | 영주 9년       | 옹정 12년       |
| 4년  | 1735년      | 을묘 (乙卯) | 영주 10년      | 옹정 13년       |

## 동시대 연호

### 중국
청(淸)
- 옹정(雍正) (1723년 ~ 1735년)

### 일본
- 교호(享保) (1716년 ~ 1736년)

## 같이 보기
- 다른 왕조의 같은 연호
  - 후량(後梁) 용덕(龍德, 921년 ~ 923년)

- 베트남의 연호